# Reichenthal
Reichenthal är en ort och  kommun i Österrike. Den ligger i distriktet Urfahr-Umgebung i förbundslandet Oberösterreich,  150 kilometer väster om huvudstaden Wien. Kommunen gränsar i norr mot Tjeckien.
Kommunen består av elva orter (Ortschaften) (inom parentes invånarantal 1 januari 2024):

- Allhut (35)
- Böhmdorf (57)
- Hayrl (63)
- Kohlgrub (19)
- Liebenthal (64)
- Miesenbach (47)
- Niederreichenthal (48)
- Reichenthal (977)
- Schwarzenbach (66)
- Stiftung (125)
- Vierhöf (47)